# 60 Piscium
60 Piscium è una stella gigante gialla, di classe spettrale G8III, situata a circa 435 anni luce dalla Terra nella costellazione dei Pesci, di magnitudine apparente 5,98 e assoluta 0,25.

## Parametri orbitali
60 Piscium si muove nella nostra Galassia a una velocità di 19,6 km/s rispetto al sole. e la sua velocità radiale positiva indica che la stella si sta allontanando dal nostro sistema solare.
La proiezione sul piano galattico della sua orbita porta l'astro a una distanza dal centro galattico compresa fra 24200 e 29900 anni luce.
Il punto più vicino al Sole fu raggiunto circa 5100 mila anni fa, quando brillava di magnitudine 5,16 e distava circa 311 anni luce dal nostro sistema solare.

## Eventuale presenza di pianeti extrasolari
Di classe spettrale G8III D, è simile a 11 Librae, un po' meno a 109 Tauri di classe G8II C, come Classificazione stellare, ma ancorpiù a 10 Ceti, una stella appartenente alla costellazione della Balena e distante 486 anni luce dal nostro Sistema solare, attorno alla quale potrebbero orbitare dei pianeti extrasolari eventualmente di tipo gioviano.
L'abbondanza di ferro di 60 Piscium è peraltro molto simile a quella solare, circa -0.01 (97,7% del Sole), il che depone ancora più a favore come una possibile candidata ad avere un sistema planetario.

## Occultazioni
Per la sua posizione prossima all'eclittica, è talvolta soggetta ad occultazioni da parte della Luna e, più raramente, dei pianeti, generalmente quelli interni.
Le ultime occultazioni lunari si sono verificate rispettivamente il 27 luglio 2013 e il 18 ottobre 2013.